# Titularbistum Cerynia
Cerynia (ital.: Cerinia) ist ein Titularbistum der römisch-katholischen Kirche. 
Es geht zurück auf ein früheres Bistum in der antiken Stadt Kyrenia auf Zypern, das der Kirchenprovinz Salamis angehörte.
| Titularbischöfe von Cerynia |                  |                                       |                   |                   |
| Nr.                         | Name             | Amt                                   | von               | bis               |
| 1                           | Josef Zimmermann | Weihbischof in Augsburg (Deutschland) | 28. November 1952 | 29. Dezember 1976 |